# Max Volmer

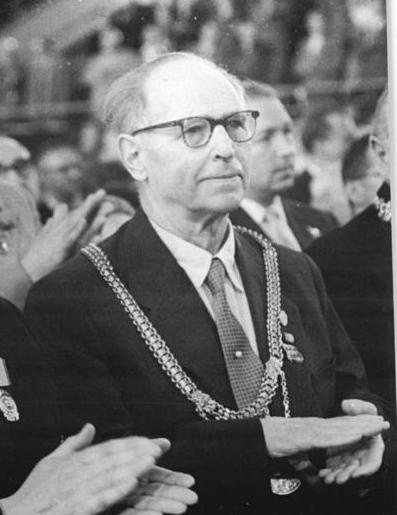
Max Volmer w roku 1958

Max Volmer (ur. 3 maja 1885 w Hilden, zm. 3 czerwca 1965 w Poczdamie) – niemiecki chemik, najbardziej znany za dokonania w elektrochemii, szczególnie za badania kinetyki reakcji elektrodowych. Volmer jest współautorem Równania Butlera-Volmera. Był dyrektorem Instytutu Chemii Fizycznej i Elektrochemii na Uniwersytecie Technicznym w Berlinie. Po II wojnie światowej, przez 10 lat przebywał w Związku Radzieckim, gdzie kierował biurem projektowym pracującym nad produkcją ciężkiej wody. Po powrocie do NRD, został profesorem Uniwersytetu Humboldta w Berlinie i prezesem Akademii Nauk Niemieckiej Republiki Demokratycznej.

## Życie osobiste
Volmer ożenił się z chemiczką Lotte Pusch. Od lat 20. XX wieku, Max i Lotte byli znajomymi Lisy Meitner i Otto Hahna.

## Wybrana literatura
- O. Stern and M. Volmer Über die Abklingzeit der Fluoreszenz, Physik. Zeitschr. 20 183-188 (1919) as cited in Mehra and Rechenberg, Volume 1, Part 2, 2001, 849.

- T. Erdey-Gruz and M. Volmer Z. Phys. Chem. 150 (A) 203-213 (1930)

## Książki
- Max Volmer Kinetik der Phasenbildung (1939)
- Max Volmer Zur Kinetik der Phasenbildung und der Elektrodenreaktionen. Acht Arbeiten. (Akademische Verlagsgesellschaft Geest & Portig K.-G., 1983)
- Max Volmer und L. Dunsch Zur Kinetik der Phasenbildung und Elektrodenreaktion. Acht Arbeiten. (Deutsch Harri GmbH, 1983)